# Isidoro l'Agricoltore
Isidoro l'Agricoltore (in spagnolo Isidro Labrador), noto anche come Isidoro Agricola, o Isidoro Lavoratore (Madrid, 1080 – Madrid, 15 maggio 1130), fu un contadino spagnolo cui furono attribuiti eventi portentosi e fu perciò canonizzato dalla Chiesa cattolica nel 1622.

## Biografia

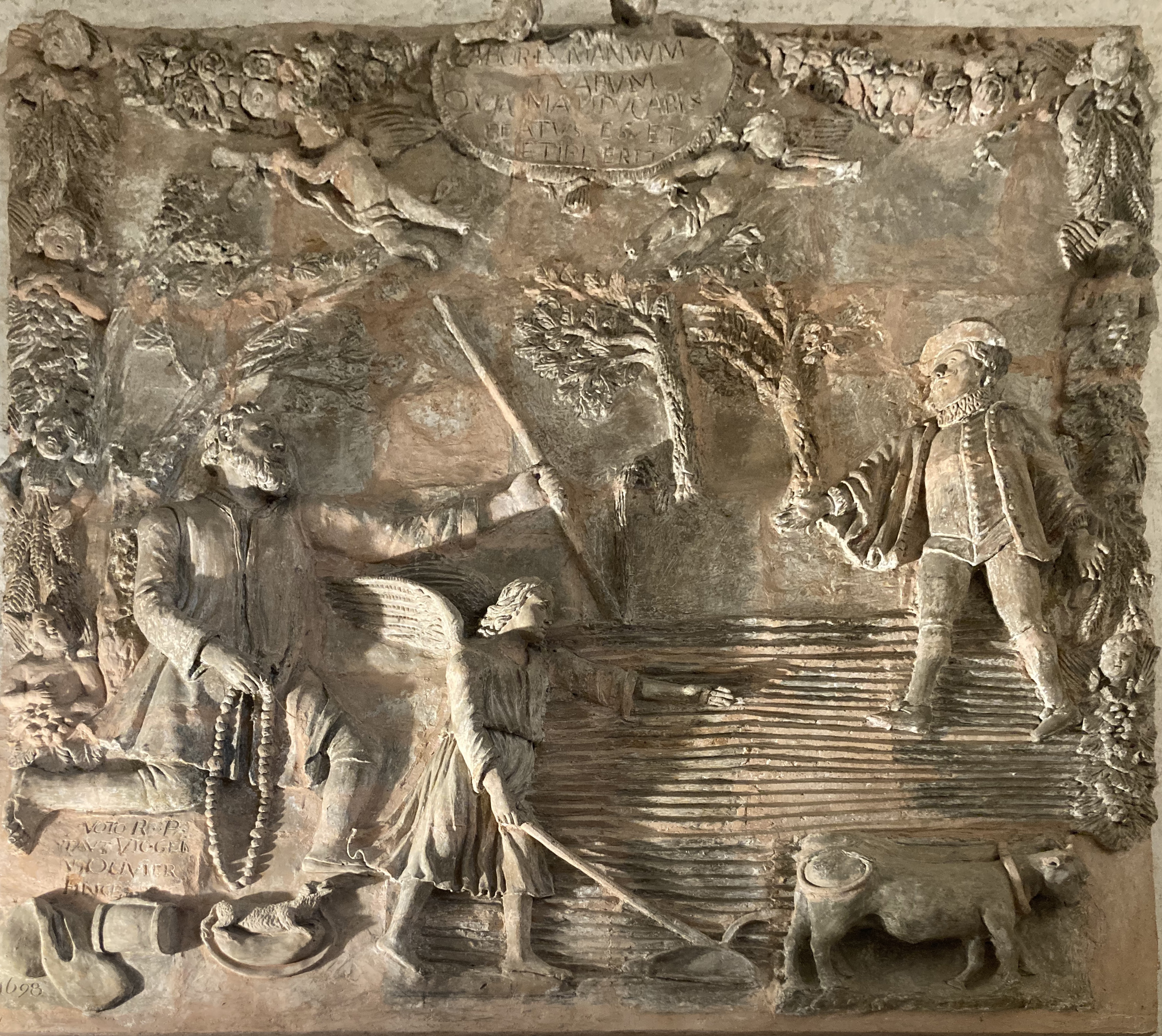
"Miracolo di Sant'Isidoro", formella in terracotta datata 1698, chiesa di Sant'Antonio di Ranverso (Buttigliera, TO)

Iniziò giovanissimo a lavorare la terra e, in séguito alla conquista di Madrid da parte degli Almoravidi, si trasferì a Torrelaguna, dove sposò Maria Toribia, beatificata nel 1697 col nome di Maria de la Cabeza. Dedicò la sua vita al lavoro nei campi e alla preghiera. Tra i vari miracoli che la tradizione gli attribuisce, i più celebri sono il miracolo del pozzo, in cui sarebbe riuscito con la preghiera a far salire le acque di un pozzo, salvando la vita a un bambino che vi era caduto dentro, e quello degli angeli che avrebbero arato un campo al suo posto per lasciargli il tempo di pregare.

## Il culto
Isidoro venne beatificato il 2 maggio 1619 da papa Paolo V e canonizzato il 12 marzo 1622 da papa Gregorio XV. Quarant'anni dopo la sua morte le spoglie furono traslate a Madrid. Furono poste prima nella capilla del Obispo, poi nella chiesa di Sant'Andrea, infine nella collegiata di Sant'Isidoro.
Nella cattedrale dell'Almudena, la cappella centrale del deambulatorio è dedicata a sant'Isidoro e a sua moglie Maria, anch'essa santa; qui è custodita l'arca funeraria del XIII secolo che ne contenne il corpo.
Sant'Isidoro è festeggiato il 15 maggio ed è particolarmente venerato in Spagna, Sardegna e nei paesi sudamericani.
È patrono di molte città tra cui:
- Madrid (Spagna)
- Estepona (Spagna)
- La Orotava (Spagna)
- Bujalance (Spagna)

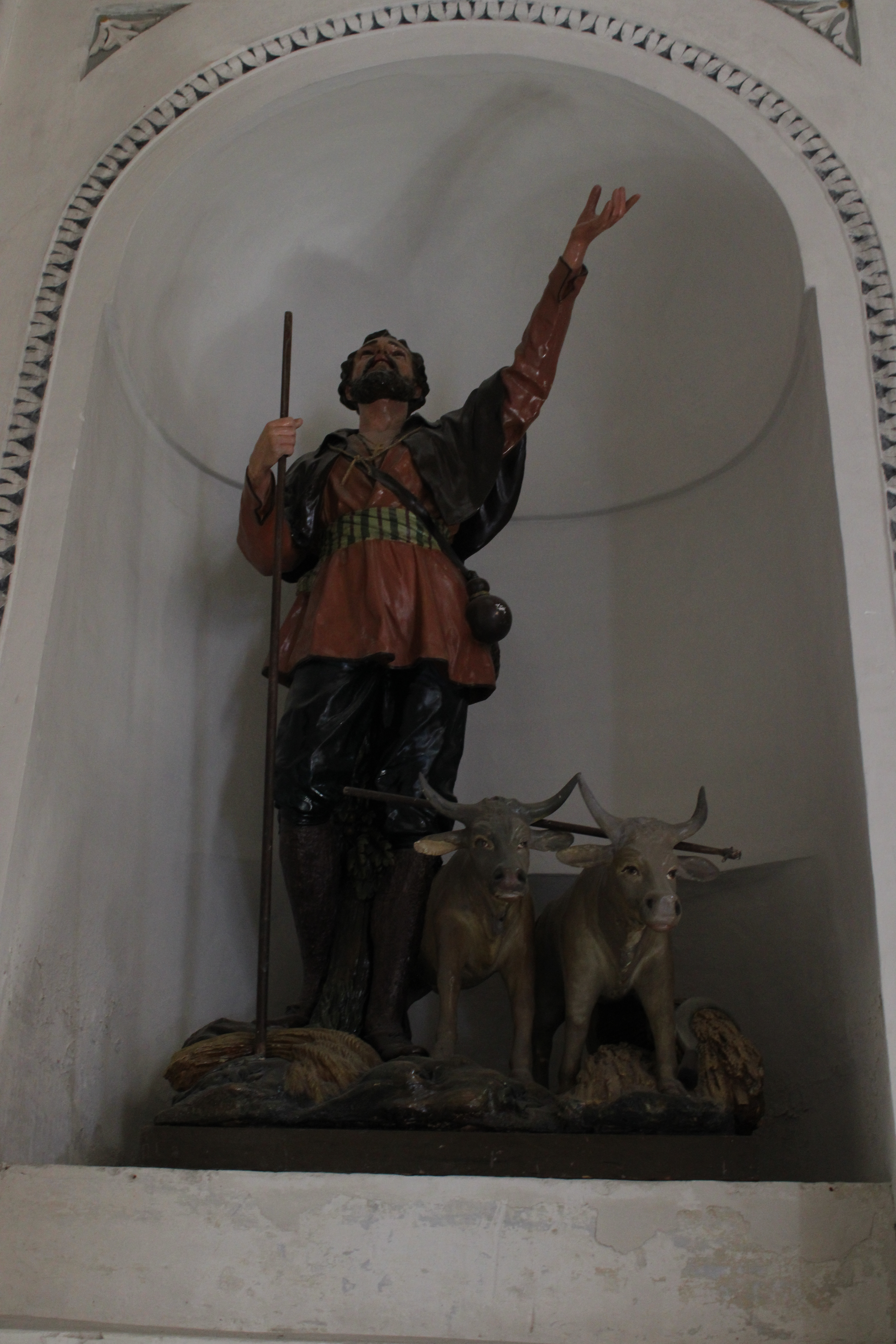
Statua di Sant'Isidoro conservata all'interno della Cattedrale di Caltanissetta.

- Villanueva de los Caballeros (Spagna)
- Giarre (Italia)
- Villanova d'Asti (Italia)
- Taverne d'Arbia (Italia)
- Schiavon (Italia)
- Rivalta di Torino (Italia)
- Canneto Sabino (Italia)
- Farnese (Italia)
- Rivoli Veronese (Italia)
- Montegrosso, frazione di Andria (Italia)
- Fiumaretta (Italia)

Sant'Isidoro viene ritenuto protettore dei raccolti in alcuni borghi rurali tra cui Testa dell'Acqua, frazione di Noto (SR) sui Monti Iblei. In suo onore un'intera settimana di festeggiamenti, anche con giochi della tradizione contadina, che trova il suo culmine ogni seconda domenica di settembre. A sant'Isidoro è dedicata la cattedrale di Malaybalay, nelle Filippine.
Una reliquia di sant'Isidoro è conservata nella parrocchia di Santa Maria Ester in Acquaviva Collecroce (CB).
A Mandas (CA), nella seconda domenica di maggio, per antica e secolare tradizione, si festeggia con grande devozione.
A Nuraminis (CA) si festeggia nella prima metà di maggio. Il simulacro del santo viene portato in processione per le vie del paese, seguito da una processione di "traccas", cioè carri che riproducono ambienti e momenti di vita quotidiana del passato animati da persone vestite con gli abiti tradizionali della comunità.
A Nuoro si festeggia la seconda domenica di maggio nel rione di Séuna, storicamente abitato da contadini, portando la statua in processione sul carro a buoi. La festa, a lungo caduta in disuso, è stata ripristinata da pochi anni.

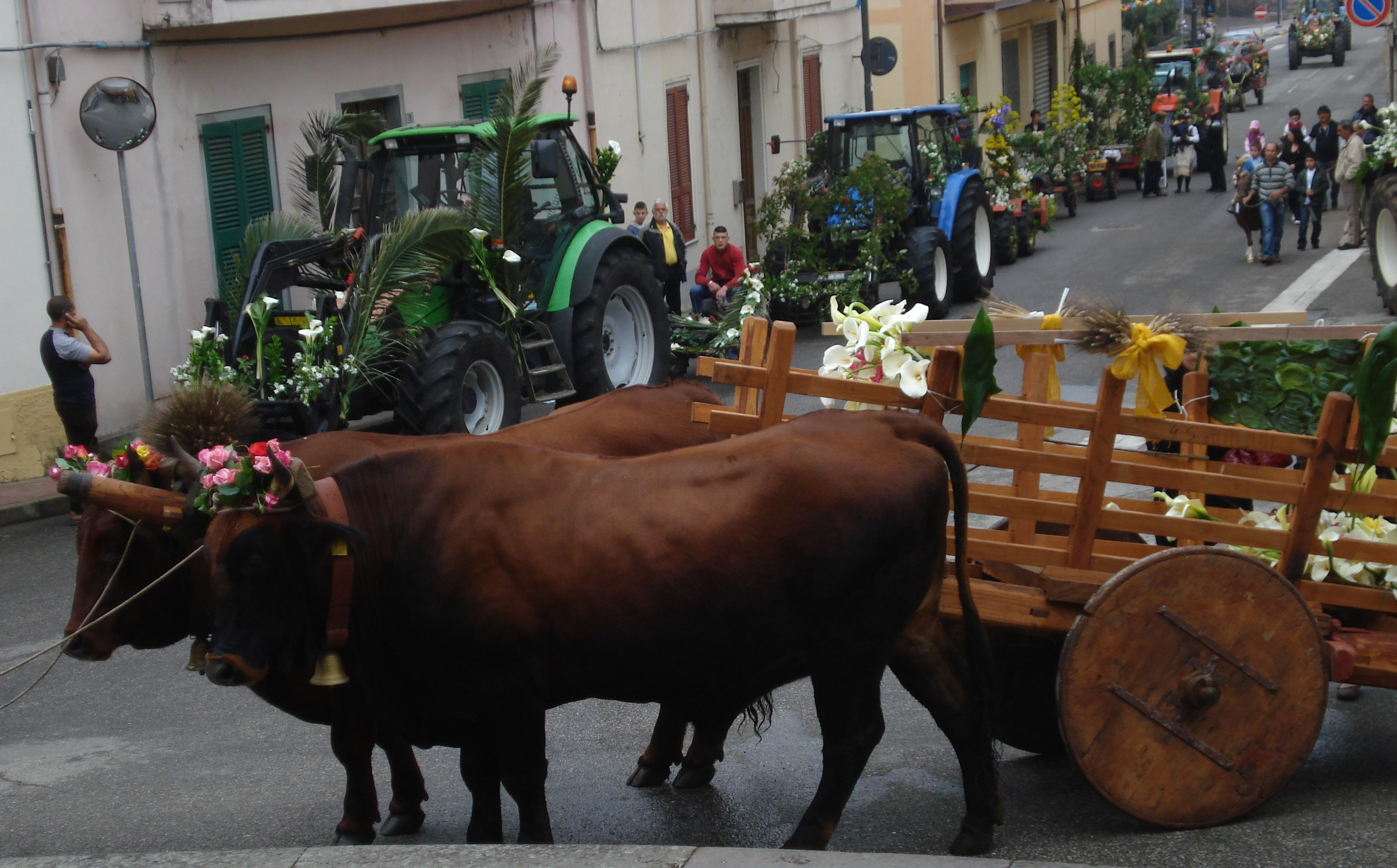
Processione di sant'Isidoro (Borore)

A Borore (NU), piccolo comune della Sardegna centrale, così come a Samugheo in provincia di Oristano, la seconda domenica di maggio si celebra la festa con la sfilata di trattori e altri mezzi agricoli per le strade del paese, guidata dalla statua lignea del Santo, trasportata sul carro tradizionale bororese di legno.
A Sindia (NU) viene festeggiato insieme a san Giorgio e al santo Arcangelo Raffaele. La terza domenica dopo Pasqua, dal venerdì al lunedì, si svolge la tradizionale “Ardia”, corsa a cavallo in onore dei santi prima menzionati, dove i primi 7 cavalieri portano le bandiere che li raffigurano. 
Nella chiesa del Rosario in Guglionesi (CB) è conservata una statua a grandezza naturale del Santo. Anticamente veniva festeggiato in una contrada fuori dalla città ove sorge tuttora una chiesetta da pochi anni sconsacrata, oggi viene portato in processione nel giorno del Santo Patrono del paese Sant'Adamo Abate il 3 Giugno di ogni anno insieme alle statue degli altri santi venerati nella cittadina.
A Loano (SV) la festa di sant'Isidoro, patrono degli agricoltori, si tiene dalla seconda metà del XIX secolo il lunedì seguente alla Pentecoste. Il pesante gruppo ligneo che rappresenta il santo, il padrone in ginocchio e l'aratro trainato da buoi guidato dall'Angelo, ornato non solo con fiori ma anche con le primizie dei campi è portato a spalla in processione per le vie della città dagli agricoltori della zona.
A Serramanna (Sud Sardegna) il 13 maggio viene effettuata in ricordo del santo spagnolo, una processione che fa un giro simbolico nelle principali vie del paese, partendo dalla chiesa di San Leonardo seguita dai gruppi folk con i tipici costumi dello stesso paese di Serramanna e dei paesi circostanti, seguiti a loro volta dalle cosiddette "traccas" dei "carri" appositamente addobbati che tramite delle rappresentazioni, rievocano i lavori del passato.
A Taverne d'Arbia (SI) e nella limitrofa Arbia (SI) viene festeggiato la prima e la seconda domenica del mese di maggio. Nella prima viene organizzato, ad Arbia, la fiera di sant'Isidoro per via Aretina, la strada che porta a Taverne; nella seconda domenica invece a Taverne d'Arbia si celebra la festa religiosa, dove la mattina viene effettuata la messa a suffragio del santo e dopo questa la reliquia del santo, insieme ad una sua raffigurazione, vengono portati in processione per entrambi i paesi dal parroco e da un gruppo della Compagnia di Sant'Isidoro. Chiudono i festeggiamenti i fuochi artificiali offerti dalla popolazione tramite offerte volontarie. La popolazione, in particolare un gruppo di giovani, è molto devota al santo.
A Tempio Pausania (SS) il santo viene festeggiato ogni prima domenica di settembre. La processione a lui dedicata si svolge tra le principali vie cittadine con presenza di carri trainati da grossi buoi, addobbati per l'occasione. Durante la messa celebrata dopo la processione vengono benedette e distribuite le spighe di grano, simbolo e augurio di prosperità soprattutto per il mondo agricolo.
A Teulada (CA), sebbene non sia il patrono, viene festeggiato calorosamente due volte all'anno , a maggio e a settembre (quest' ultimo appuntamento poi spostato alla terza settimana di agosto), in corrispondenza di raccolto e semina, con grande entusiasmo e partecipazione.  In entrambe le occasioni di Festa, si partecipa alla processione con il simulacro del santo , di sabato, dalla chiesa parrocchiale del Carmine alla chiesa campestre di Sant'Isidoro a Tuerra, località ove sorgeva l'antico borgo teuladino, prima dello spostamento secentesco verso l'interno. Qui la domenica mattina si effettua la benedizione delle campagne e la Santa Messa , e la sera il cocchio procede scortato in processione fino alla parrocchiale del paese, seguita da manifestazioni folkloristiche vivaci,  quali la Sagra di S. Isidoro, con la partecipazione di gruppi folk provenienti da diversi paesi del Sulcis ed altre zone della Sardegna, nonché degustazioni e spettacoli musicali.
A Loceri (NU), nella terza domenica di maggio, per antica e secolare tradizione, si festeggia con grande devozione. Era usanza prima della processione istituire una licitazione, una Gara fra i partecipanti all'incanto detta "sa dita". Il vincitore acquisiva il diritto di precedere con il suo giogo di buoi il carro che trasportava il simulacro posto dentro un cocchio devozionale ;  .
A Villanova d'Asti (AT) viene festeggiato la prima domenica di settembre, con la benedizione di una coppia di buoi bardati di paramenti con l'immagine del santo; dopo la messa ha luogo la declamazione di canzoni piemontesi.
A Oliveto di Oneglia, frazione di Imperia, viene festeggiato il 15 maggio (se cade di domenica) o la domenica immediatamente successiva. Il culto venne portato a metà del XVII secolo dai fratelli Nicola e Giacomo Berio, già emigrati in Spagna. Nel tardo pomeriggio, dopo i vespri cantati secondo melodie popolari, si svolge la processione con il simulacro del santo, preceduto da bambini che portano cesti di frutta e verdura. Durante la processione vengono benedette le acque del Rio Oliveto con l'acqua benedetta durante la veglia pasquale e i campi con la reliquia del santo. In tale occasione tutto il paese viene addobbato con fiori, verdura, strumenti agricoli e spaventapasseri.
Ad Atzara (NU), borgo antico del nuorese, viene festeggiato nella seconda domenica di maggio. I festeggiamenti religiosi prevedono la santa messa con la tradizionale processione in costume sardo. Unitamente, si svolge la sagra del vino con degustazione dei vini locali e dei prodotti tipici.
Ad Allerona (TR), antico borgo di origine medievale ogni anno, la terza domenica di maggio, si celebra la Festa di S. Isidoro, patrono degli agricoltori, con la sfilata e l'esposizione dei "Pugnaloni", carri allegorici sormontati dal caratteristico albero di pioppo che riproducono scene di vita e di lavoro dei campi. I personaggi, gli animali, gli attrezzi agricoli sono costruiti in legno e argilla dagli abitanti del luogo durante l'inverno ed è sempre presente, nella raffigurazione, la scena di Isidoro che prega mentre gli angeli conducono l'aratro. Dall'arbusto di pioppo o talvolta di cerro che sormonta il plastico della vita contadina pendono, come ornamenti, i prodotti della campagna, quadretti, santini, nastri di stoffa e di carta colorata.